# Libanon op de Olympische Winterspelen 2022
Libanon nam deel aan de Olympische Winterspelen 2022 in Peking in China.

## Deelnemers en resultaten

### Alpineskiën
Maximaal vier deelnemers per onderdeel
Mannen
| Naam         | Onderdeel    | 1e run  | 1e run | 2e run | 2e run | Totaal  | Totaal |
| Naam         | Onderdeel    | Tijd    | Rang   | Tijd   | Rang   | Tijd    | Rang   |
| ------------ | ------------ | ------- | ------ | ------ | ------ | ------- | ------ |
| Cesar Arnouk | Reuzenslalom | DNF     |        | DNS    |        |         |        |
| Cesar Arnouk | Slalom       | 1:07,05 | 47     | 58,37  | 34     | 2:05,42 | 38     |

Vrouwen
| Naam         | Onderdeel    | 1e run  | 1e run | 2e run  | 2e run | Totaal  | Totaal |
| Naam         | Onderdeel    | Tijd    | Rang   | Tijd    | Rang   | Tijd    | Rang   |
| ------------ | ------------ | ------- | ------ | ------- | ------ | ------- | ------ |
| Manon Ouaiss | Reuzenslalom | 1:08,88 | 54     | DNF     |        |         |        |
| Manon Ouaiss | Slalom       | 1:02,69 | 52     | 1:02,96 | 46     | 2:05,65 | 46     |

### Langlaufen
Maximaal vier deelnemers per onderdeel
Lange afstanden
Mannen
| Naam      | Onderdeel             | Uitslag | Uitslag |
| Naam      | Onderdeel             | Tijd    | Rang    |
| --------- | --------------------- | ------- | ------- |
| Elie Tawk | 15 km klassieke stijl | 51:46,5 | 92      |

Sprint
Mannen
| Naam      | Onderdeel | Kwalificatie | Kwalificatie | Kwartfinales   | Kwartfinales   | Halve finales  | Halve finales  | Finale         | Finale         |
| Naam      | Onderdeel | Tijd         | Rang         | Tijd           | Rang           | Tijd           | Rang           | Tijd           | Rang           |
| --------- | --------- | ------------ | ------------ | -------------- | -------------- | -------------- | -------------- | -------------- | -------------- |
| Elie Tawk | Sprint    | 3:47,73      | 87           | niet geplaatst | niet geplaatst | niet geplaatst | niet geplaatst | niet geplaatst | niet geplaatst |

Albanië · Amerikaans-Samoa · Amerikaanse Maagdeneilanden · Andorra · Argentinië · Armenië · Australië · Azerbeidzjan · België · Bolivia · Bosnië en Herzegovina · Brazilië · Bulgarije · Canada · Chili · China · Chinees Taipei · Colombia · Cyprus · Denemarken · Duitsland · Ecuador · Eritrea · Estland · Filipijnen · Finland · Frankrijk · Georgië · Ghana · Griekenland · Groot-Brittannië · Haïti · Hongarije · Hongkong · Ierland · IJsland · India · Iran · Israël · Italië · Jamaica · Japan · Kazachstan · Kirgizië · Kosovo · Kroatië · Letland · Libanon · Liechtenstein · Litouwen · Luxemburg · Madagaskar · Maleisië · Malta · Marokko · Mexico · Moldavië · Monaco · Mongolië · Montenegro · Nederland · Nieuw-Zeeland · Nigeria · Noord-Macedonië · Noorwegen · Oekraïne · Oezbekistan · Oost-Timor · Oostenrijk · Pakistan · Peru · Polen · Portugal · Puerto Rico · Roemenië · San Marino · Saoedi-Arabië · Servië · Slovenië · Slowakije · Spanje · Thailand · Trinidad en Tobago · Tsjechië · Turkije · Verenigde Staten · Wit-Rusland · Zuid-Korea · Zweden · Zwitserland
Russische ploeg